# Francesco Rizzitelli
Francesco Rizzitelli (Barletta, 15 marzo 1918 – Cielo dei Balcani, 30 novembre 1944) è stato un militare e aviatore italiano, decorato di Medaglia d'oro al valor militare alla memoria nel corso della seconda guerra mondiale.

## Biografia

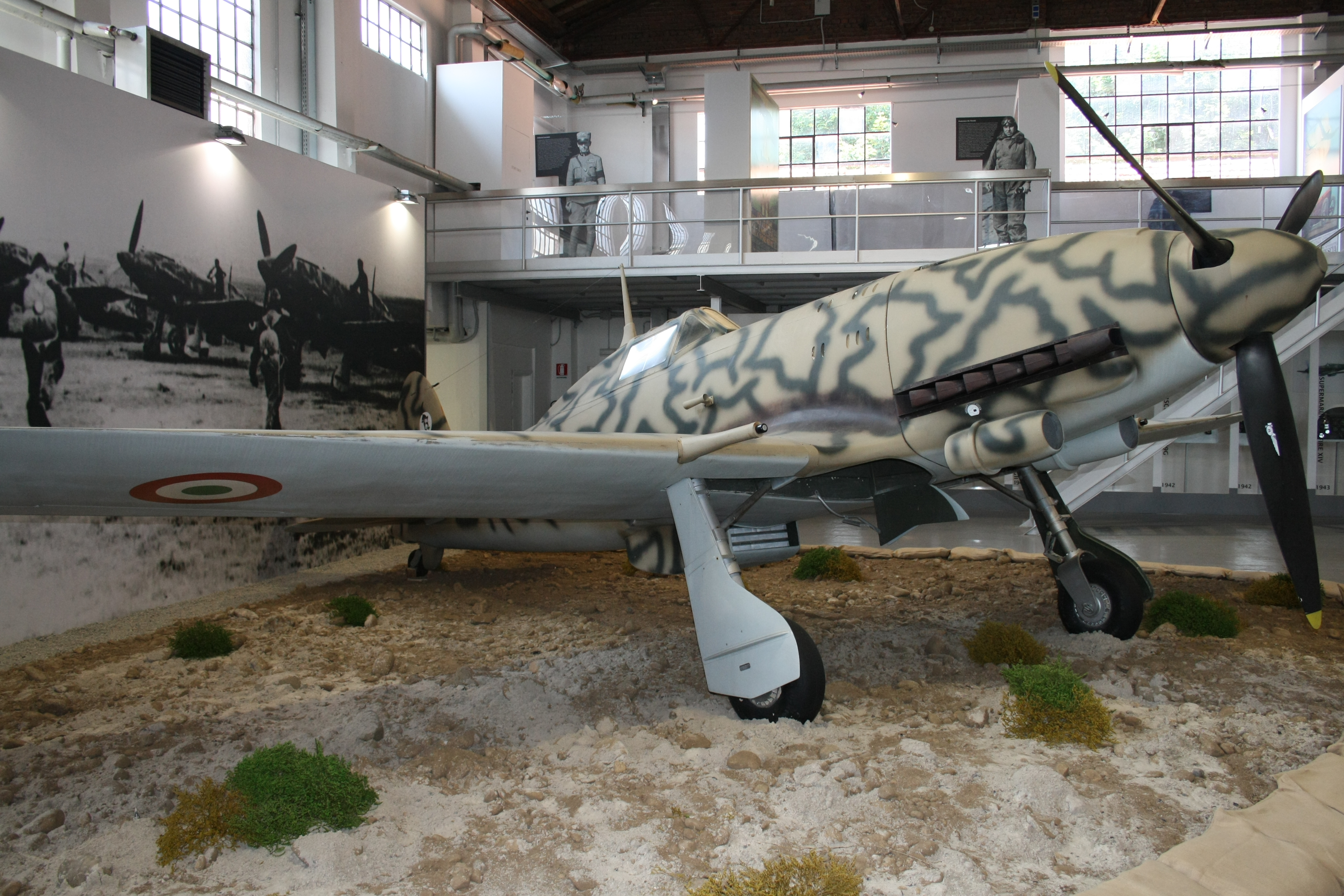
Un caccia Aermacchi C.205 Veltro esposto presso il Museo dell'Aeronautica di Vigna di Valle.

Nacque a Barletta il 15 marzo 1918. Dopo aver conseguito il diploma di ragioniere a Taranto si arruolò nella Regia Aeronautica come allievo ufficiale pilota nel febbraio 1940. Assegnato in servizio alla Scuola di pilotaggio di primo periodo di Grottaglie, passò poi alla Scuola di Vibo Valentia e infine a quella di Pescara. Conseguito il brevetto di pilota d'aeroplano nell'aprile 1941 fu assegnato alla Scuola di volo di Castiglione del Lago dove, il 1 ottobre, conseguì il brevetto di pilota militare e la promozione al grado di sottotenente di complemento.  Mandato al 53º Stormo Caccia Terrestre, nel luglio 1942 fu trasferito al reparto aeronautico della Grecia, con cui rientrò in Italia nel novembre successivo arrivando sull'aeroporto di Lecce. Promosso tenente nell'aprile 1943, dopo la firma dell'8 settembre entrò in servizio nella Italian Co-Belligerent Air Force, assegnato alla 91ª Squadriglia, 10º Gruppo, 4º Stormo Caccia Terrestre. Cadde in combattimento il 30 novembre 1944, durante un mitragliamento a bassa quota, e per onorarne il coraggio fu decretata la concessione della Medaglia d'oro al valor militare alla memoria.

### Fonti
1. 1 2  Ufficio Storico dell'Aeronautica Militare 1969, p. 248.
2. 1 2 3 4 5 6  Combattenti Liberazione.
3. ↑  Quirinale.it
4. ↑  Bollettino ufficiale 1947, disp.5, pag.220.